# ریونوسوکه نودا
ریونوسوکه نودا (انگلیسی: Ryunosuke Noda؛ زادهٔ ۲۸ سپتامبر ۱۹۸۸) بازیکن فوتبال اهل ژاپن است.
از باشگاه‌هایی که در آن بازی کرده‌است می‌توان به باشگاه فوتبال ساگان توسو و باشگاه فوتبال ناگویا گرامپوس اشاره کرد.